# Джек, Баду
Баду Йоханнес Габриэль Джек (англ. Badou Johannes Gabriel Jack; род. 31 октября 1983, Стокгольм, Швеция) — шведский боксёр-профессионал, гамбийского происхождения, выступающий во второй средней, полутяжёлой и первой тяжёлой весовых категориях. Участник Олимпийских игр (2008) в любительской категории. Среди профессионалов действующий чемпион мира по версии WBC (2023—2024, 2025—н.в) в 1-м тяжелом весе, бывший регулярный чемпион мира по версии WBA (2017) в полутяжёлом весе, и чемпион мира по версии WBC (2015—2017) во 2-м среднем весе.
Является единственным боксёром, когда-либо представлявшим Гамбию на Олимпийских играх.

## Любительская карьера
- Чемпион Швеции (2004, 2005, 2006, 2007, и 2008).
- В 2006 участвовал в Чемпионате Европы в Болгарии в среднем весе, где победил Матея Матковича, но проиграл Александру Усику.
- В 2007 участвовал в Чемпионате мира в США в полутяжелом весе, где проиграл Ясиру Рамадану.
- 2008 2-й Африканский Олимпийский отборочный Золотой медалист в Виндхука, Намибии в среднем весе.

Победил Масана Манганьи (Южная Африка) РЭТ 3
Победил Ekele Danuloko (Нигерия) 7-0
Победил Херри Saliku Biembe (Заир) 8-0

## Профессиональная карьера

### Суперсредний вес

#### Чемпионский бой с Энтони Дирреллом
24 апреля 2015 года в Чикаго (штат Иллинойс, США) Баду решением большинства судей победил по очкам (116—112, 115—113, 114—114) американского боксёра Энтони Диррелла и завоевал титул чемпиона мира по версии WBC.

#### Бой с Джорджем Грувсом
В первом раунде Гроувс побывал в нокдауне, однако не был сильно потрясен и сумел продолжить бой. Далее инициатива переходила от одного боксера к другому, Джек был точнее, а Гроувс — активнее. По итогам двенадцати раундов один судья отдал 114—113 Гроувсу, а двое других 115—112 и 116—111 Джеку.

#### Бой с Лучианом Буте
Контроль поединка всё время переходил из рук в руки. В первой половине Джек демонстрировал умелость грамотно отстаиваться в защите, а Буте напрыгивал на него с безрезультатными серийными атаками. Активная атакующая работа быстро «посадила дыхалку» канадцу и тот, уже спустя несколько раундов, начал пропускать более, чем атаковать. Джек же, увидев усталость претендента, начал ещё более пробивать по корпусу. Начиная с восьмой трёхминутке он «поймал второе дыхание» и начал прессинговать чемпиона с новыми силами, не отпуская свой прессинг до финального гонга. После окончания 12 раундов судья вынесли следующий вердикт: 117—111, 114—114 дважды.

#### Объединительный бой с Джеймсом Дигейлом
14 января 2017 года встретился с Джеймсом Дигейлом. На кону стояли титулы WBC и IBF. Фаворитом в этом бою был Дигейл (ставки на него принимались из расчёта 1,36 против 3,10). В первом раунде Дигел отправил Джека в нокдаун. Джек не был потрясен, а лишь потерял равновесие. Джек стал по-настоящему включаться в работу начиная с третьего раунда, распределяя огневую мощь на оба этажа соперника. Дигейл продолжал налегать на мобильность с позиции второго номера, но теперь уже превосходство в занятости было на стороне Баду. Впрочем, даже несмотря на это от раунда к раунду чьего-то заметного преимущества не вырисовывалось. В 12 раунде Джек отправил Дигейла в тяжёлый нокдаун. Британец продолжил, но долго не мог оправиться от потрясения, балансируя по грани досрочного поражения. Тем не менее, Джеймс не только выстоял, но и на последних секундах провёл результативную акцентированную серию, хорошенько зацепив визави. Под звук финального гонга победу принялись праздновать оба, но судьи не стали лишать боксёров насиженных чемпионских мест: 114—112 Дигейлу и 113—113 по мнению двух арбитров. Ничья. В конце боя выяснилось, что Дигейл лишился двух зубов и порвал барабанную перепонку. Оба боксера изъявили желание провести реванш, но Джек объявил о переходе в полутяжёлый вес.

#### Отказ от титула
19 января 2017 года Всемирный боксёрский совет получил официальное уведомление от чемпиона мира в суперсреднем весе (до 76,2 кг) шведа Баду Джека (20-1-3, 12 КО) об отказе от титула в связи с переходом в следующую категорию.

### Полутяжёлый вес

#### Чемпионский бой с Нэйтеном Клеверли
26 августа 2017 года победил техническим нокаутом в 5-м раунде валлийца Нэйтена Клеверли (30-3) и завоевал титул регулярного чемпиона мира по версии WBA в полутяжёлом весе.

#### Бой с Дервином Колиной
7 июня 2021 года Баду провел бой с колумбийским боксером Дервином Колиной. Колина на коротком уведомлении принял бой против Баду, согласившись выйти на замену регулярному чемпиону WBA Жану Паскалю, который провалил допинг тест. Бой состоялся в рамках боксерского шоу в Маями, главным событием которого был выставочный матч Флойда Мейвезера и блоггера Пола. Баду нокаутировал соперника в 4-м раунде, после серии нокдаунов.

### Тяжелый вес

#### Чемпионский бой с Ноэлем Гевором
3 мая 2025 года в Эр-Рияде, (Саудовская Аравия) вернувшись из продолжительного простоя в звании "чемпиона в отпуске" WBC провел бой в андеркарде вечера Альверес - Скулл с бывшим чемпионом WBC Ноэлем Гевором (27-3, 12 КО). Оба боксера вышли после продолжительной паузы и провели близкий бой. Поединок не изобиловал зрелищными моментами и острыми ударами. Бойцы экономили силы и проводили успешные атаки. Начало боя можно отдать Ноэлю, когда как концовка осталась за Джеком. Решение судей было близким: 114—114, 115—113 в пользу действующего чемпиона Баду Джека.

## Статистика профессиональных боёв
В таблице перечислены результаты всех поединков боксёров.
В каждой строке указан результат поединка. Дополнительно номер поединка обозначен цветом, который обозначает итог поединка. Расшифровка обозначений и цветов представлена в нижеследующей таблице.
| Пример | Расшифровка                     |
| ------ | ------------------------------- |
|        | Победа                          |
|        | Ничья                           |
|        | Поражение                       |
|        | Планируемый поединок            |
|        | Поединок признан несостоявшимся |
| КО     | Нокаут                          |
| ТКО    | Технический нокаут              |
| PTS    | Решение судей (по очкам)        |
| UD     | Единогласное решение судей      |
| MD     | Решение большинства судей       |
| SD     | Раздельное решение судей        |
| RTD    | Отказ от продолжения боя        |
| DQ     | Дисквалификация                 |
| NC     | Поединок признан несостоявшимся |

| 35 поединок, 29 побед (17 нокаутом), 3 ничьи, 3 поражения. | 35 поединок, 29 побед (17 нокаутом), 3 ничьи, 3 поражения. | 35 поединок, 29 побед (17 нокаутом), 3 ничьи, 3 поражения. | 35 поединок, 29 побед (17 нокаутом), 3 ничьи, 3 поражения. | 35 поединок, 29 побед (17 нокаутом), 3 ничьи, 3 поражения. | 35 поединок, 29 побед (17 нокаутом), 3 ничьи, 3 поражения. | 35 поединок, 29 побед (17 нокаутом), 3 ничьи, 3 поражения. |
| Результат                                                  | Дата боя                                                   | Соперник                                                   | Результат                                                  | Место проведения боя                                       | Комментарии |                                                            |
| ---------------------------------------------------------- | ---------------------------------------------------------- | ---------------------------------------------------------- | ---------------------------------------------------------- | ---------------------------------------------------------- | --- | ---------------------------------------------------------- |
| 28-3-3                                                     | 26 февраля 2023                                            | Илунга Макабу (29-2)                                       | TKO 12 (12), 0:54                                          | Diriyah Arena, Эд-Диръия, Саудовская Аравия                | Бой за титул чемпиона мира по версии WBC (3-я защита Макабу) в 1-м тяжёлом весе.                                                                                  |                                                            |
| 27-3-3                                                     | 20 августа 2022                                            | Ричард Ривера (21-0)                                       | SD 10                                                      | Король Абдалла Спортс Сити, Джидда, Саудовская Аравия      | Счёт: 94-96, 96-94 (дважды) |                                                            |
| 26-3-3                                                     | 21 мая 2022                                                | Хани Атийо (17-5)                                          | KO 1 (12), 0:46                                            | Etihad Arena, Абу-Даби, ОАЭ                                | |                                                            |
| 25-3-3                                                     | 26 ноября 2021                                             | Сэмюэл Кроссид (11-1-1)                                    | KO 2 (10), 2:20                                            | Motospace Dubai Investment Park, Дубай, ОАЭ                | |                                                            |
| Перешёл в первый тяжёлый вес — 200 фунтов (до 90,72 кг).   |                                                            |                                                            |                                                            |                                                            | |                                                            |
| 24-3-3                                                     | 6 июня 2021                                                | Дервин Колина (15-0)                                       | TKO 4 (10), 2:57                                           | Хард Рок-стэдиум, Майами, Флорида, США                     | |                                                            |
| 23-3-3                                                     | 28 ноября 2020                                             | Блэйк Маккернан (13-0)                                     | UD 8                                                       | Стейплс-центр, Лос-Анджелес, Калифорния, США               | Счёт: 80-72 (трижды). |                                                            |
| 22-3-3                                                     | 28 декабря 2019                                            | Жан Паскаль (34-6-1)                                       | SD 12                                                      | Стэйт Фарм-арена, Атланта, Джорджия, США                   | Счёт: 114-112, 112-114 (дважды). Бой за титул регулярного чемпиона мира по версии WBA и титул WBC Silver (1-я защита Паскаля) в полутяжёлом весе.                 |                                                            |
| 22-2-3                                                     | 19 января 2019                                             | Маркус Браун (22-0)                                        | UD 12                                                      | MGM Grand, Лас-Вегас, США                                  | Счёт: 110-117, 111-116, 108-119. Бой за титул временного чемпиона мира по версии WBA и вакантный титул WBC Silver в полутяжёлом весе.                             |                                                            |
| 22-1-3                                                     | 19 мая 2018                                                | Адонис Стивенсон (29-1)                                    | MD 12                                                      | Монреаль, Канада                                           | Счёт: 115-113, 114-114 (дважды). Бой за титул чемпиона мира по версии WBC в полутяжёлом весе (9-я защита Стивенсона).                                             |                                                            |
| 22-1-2                                                     | 26 августа 2017                                            | Нэйтен Клеверли (30-3)                                     | TKO 5 (12), 2:47                                           | Ти-Мобайл Арена, Лас-Вегас, Невада, США                    | Завоевал титул регулярного чемпиона мира по версии WBA в полутяжёлом весе (1-я защита Клеверли).                                                                  |                                                            |
| Перешёл в полутяжёлый вес — 175 фунтов (до 79,4 кг).       |                                                            |                                                            |                                                            |                                                            | |                                                            |
| 21-1-2                                                     | 14 января 2017                                             | Джеймс Дигейл (23-1)                                       | MD 12                                                      | Барклайс-центр, Нью-Йорк, США                              | Счёт: 112-114, 113-113 (дважды). Объединительный бой за титулы чемпиона мира по версиям WBC (3-я защита Джека) и IBF (3-я защита Дигейла) во втором среднем весе. |                                                            |
| 21-1-1                                                     | 30 апреля 2016                                             | Лучиан Буте (32-3)                                         | DQ 12 (12)                                                 | Вашингтон, округ Колумбия, США                             | Защитил титул чемпиона мира по версии WBC во втором среднем весе (2-я защита).                                                                                    |                                                            |
| 20-1-1                                                     | 12 сентября 2015                                           | Джордж Гроувс (21-2)                                       | SD 12                                                      | Лас-Вегас, Невада, США                                     | Счёт: 116-111, 113-114, 115-112. Защитил титул чемпиона мира по версии WBC во втором среднем весе (1-я защита).                                                   |                                                            |
| 19-1-1                                                     | 24 апреля 2015                                             | Энтони Диррелл (27-0-1)                                    | MD 12                                                      | Чикаго, Иллинойс, США                                      | Счёт: 116—112, 115—113, 114—114. Завоевал титул чемпиона мира по версии WBC во втором среднем весе.                                                               |                                                            |
| 18-1-1                                                     | 12 декабря 2014                                            | Франциско Сьерра (26-7-1)                                  | TKO 6 (10), 1:58                                           | Сан-Антонио, Техас, США                                    | |                                                            |
| 17-1-1                                                     | 30 августа 2014                                            | Джейсон Эскалера (15-2-1)                                  | UD (10)                                                    | Лас-Вегас, Невада, США                                     | Счёт: 100-90, 100-90, 99-91. |                                                            |
| 16-1-1                                                     | 28 февраля 2014                                            | Дерек Эдвардс (26-3-1)                                     | TKO 1 (10), 1:01                                           | Верона, Нью-Йорк, США                                      | |                                                            |
| Бои во втором среднем весе — 168 фунтов (до 76,2 кг).      |                                                            |                                                            |                                                            |                                                            | |                                                            |

## Спортивные достижения

### Титулы

#### Профессиональные мировые
- 2015—2017  Чемпион мира по версии WBC во 2-м среднем весе.
- 2017  Чемпион мира по версии WBA в полутяжёлом весе.
- 2023  Чемпион мира по версии WBC в 1-м тяжёлом весе.
- 2025  Чемпион мира по версии WBC в 1-м тяжёлом весе